# Spadź

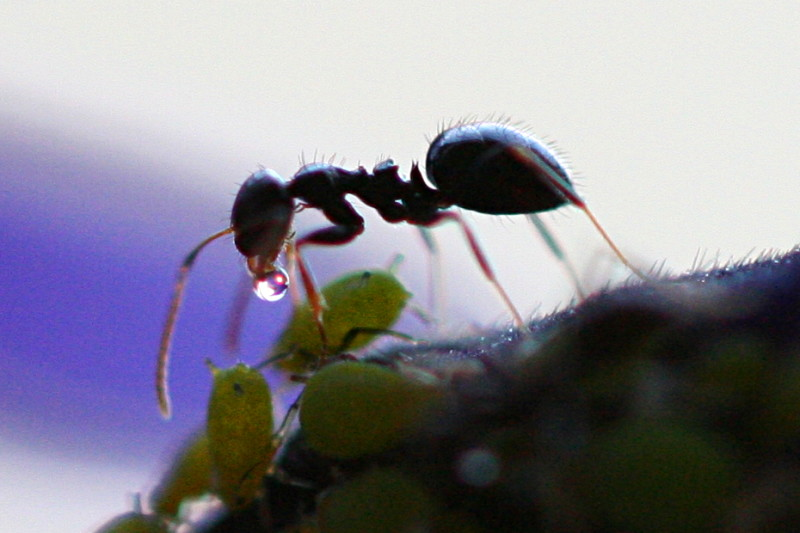
Symbioza: mrówka otrzymuje spadź od mszycy.

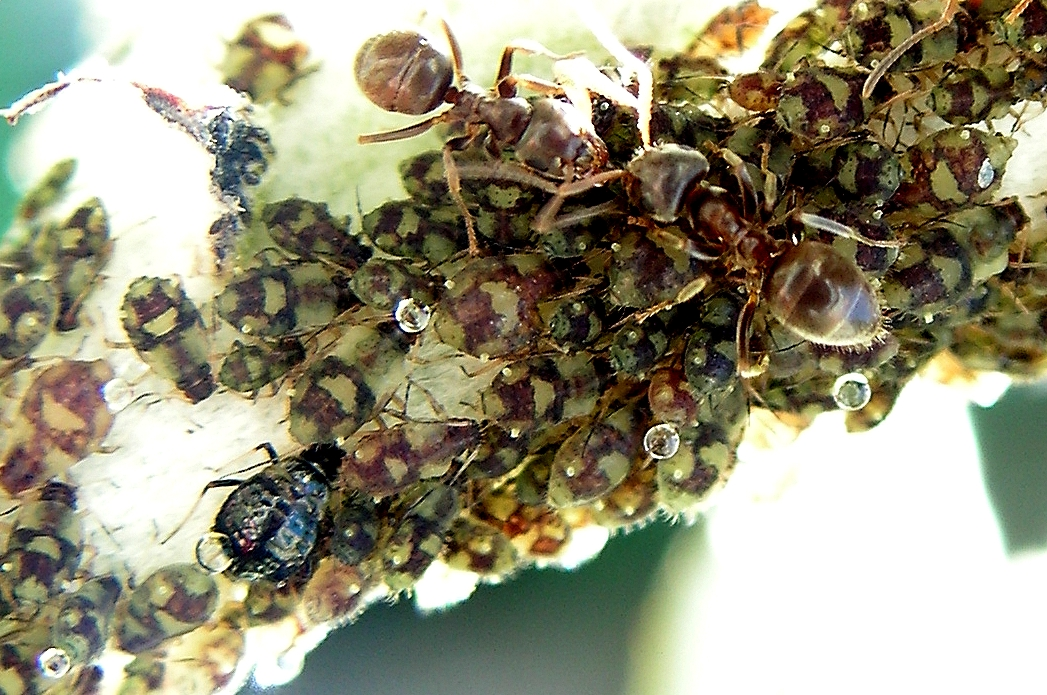
Widocznych pięć woreczków spadziowych na różnych mszycach.

Spadź – słodka ciecz występująca w postaci kropel na igłach i gałęziach świerka, modrzewia i jodły oraz na liściach niektórych drzew liściastych, m.in. dębu i lipy. Składa się z soków roślinnych, wypływających z komórek uszkodzonych przez mszyce, czerwce lub miodówki (i inne owady ssące żywiące się sokami roślinnymi) oraz z płynnych odchodów tych owadów.
Oprócz sacharozy spadź zawiera glukozę, fruktozę, melecytozę (powstającą na drodze syntezy w organizmach mszyc i czerwców), trehalozę, galaktozę, rafinozę, a także dekstryny. Ze związków azotowych poza białkiem, wśród których występują enzymy, stwierdzono występowanie ponad 20 wolnych aminokwasów. W popiele przeważają tlenki potasu, wapnia oraz sodu. Stwierdza się także obecność żelaza, magnezu, manganu oraz pewnych mikroelementów. W spadzi występują garbniki, żywice i inne związki nadające spadzi intensywny smak i aromat.
Spadź jest zbierana przez pszczoły i przetwarzana na miody, zwane spadziowymi. Miody te charakteryzują się ciemną barwą. Na roślinach (liściach, igłach) pokrytych spadzią rozmnażają się grzyby sadzakowe, które tworząc czarny nalot ograniczają dostęp światła do liści, oraz utrudniają wymianę gazową roślin, przynosząc często więcej szkód roślinie niż żywiące się jej sokami owady. Wiele gatunków mrówek żywi się spadzią. Niektóre z nich, jak hurtnica pospolita (Lasius niger) żyją z mszycami w symbiozie: mszyce zapewniają mrówkom spadź, mrówki bronią mszyce przed drapieżnikami.